# Massimo D'Alema
Massimo D'Alema, född 20 april 1949 i Rom, Italien, är en italiensk politiker. Han var Italiens premiärminister från 21 oktober 1998 till 19 april 2000.
D'Alema var ursprungligen medlem av det italienska kommunistpartiet PCI, Partito Comunista Italiano, men företräder sedan 1998 det socialdemokratiska Democratici di Sinistra.